# Осадчук, Андрей Петрович
Андрей Петрович Осадчук (укр. Андрій Петрович Осадчук, род. 20 ноября 1971, г. Киев, Украина) — украинский политик, юрист и общественный деятель. Народный депутат Украины IX созыва.

## Биография
Родился 20 ноября 1971 года в Киеве. Отец — Петр Осадчук, украинский поэт и общественный деятель, мать — радиоинженер, брат — Роман Осадчук, украинский переводчик, литературовед.

## Образование
В 1988—1993 годах учился в Институте международных отношений Киевского национального университета имени Тараса Шевченко, специальность «международное право».
В 1993 году прошел курс последипломного образования в Колледже Королевы Марии и Вестфилд (Queen Mary & Westfield College).
В течение 2000-х годов проходил учебные программы по менеджменту организаций и регулирования рынка телекоммуникаций в Осло, Риме и Амстердаме. В 2018 году учился в Академии лидерства для развития.

### Профессиональная деятельность
С 1994 по 1995 год работал советником по юридическим вопросам и проектным менеджером в благотворительном фонде «Украинский юридический фонд». В этот же период работал помощником министра юстиции Украины Сергея Головатого.
В 1995—1997 годах занимал должность советника по юридическим вопросам компании «Р. Дж. Рейнолдс Тобакко Украина».
В 1997—2001 годах был ассоциированным партнером юридической компании «Василий Кисиль и партнеры».
В 2003—2005 годах занимал должность директора по международному и корпоративного права агрохолдинга «Кернел Групп».
В 2005—2015 годах занимал должность директора по регуляторного и правового обеспечения АО «Киевстар», был членом правления компании. Оставил должность после того, как был избран депутатом Киевского городского совета на местных выборах в октябре 2015 года.

### Политическая деятельность
В 2016—2019 годах был советником председателя Национальной комиссии, осуществляющей государственное регулирование в сфере связи и информатизации.
В 2015—2019 годах — депутат Киевского городского совета VIII созыва, секретарь постоянной комиссии Киевского городского совета по вопросам соблюдения законности, правопорядка и предотвращения коррупции. С 2018 года и до прекращения полномочий депутата Киевсовета был членом комиссии по проведению оценки коррупционных рисков в деятельности Киевского городского совета.
На внеочередных парламентских выборах 2019 был избран народным депутатом Украины по общегосударственному избирательному округу от партии «Голос», № 13 в списке. Беспартийный.
31 августа 2020 внесен в санкционный список Российской Федерацией.